# Idioma yucuna
El yucuna es un idioma perteneciente a las lenguas maipureanas hablado en el sur de Colombia por 1,800 yucunas aproximadamente (2001 SIL).

## Fonología
Vocales
|        | Anteriores | Centrales | Posteriores |
| Altas  | i          |           | u           |
| Medias | e          |           | o           |
| Bajas  |            | a         |             |

El acento es fonémico (no es predecible) y puede recaer en una o dos sílabas.
Consonantes
|                   | labial | alveolar | palatal | velar  | glotal |
| oclusivas sordas  | p      | t        | ĉ (ch)  | k (c)  | ʔ (')  |
| aspiradas         | pʰ     | tʰ       |         | kʰ (j) |        |
| nasales           | m      | n        | ɲ (ñ)   |        |        |
| fricativas sordas |        | s        |         |        | h      |
| lateral           |        | l        |         |        |        |
| vibrante          |        | r        |         |        |        |
| aproximantes      | w      |          | y       |        |        |